# Висши ракообразни
Висши ракообразни (Malacostraca – от гръцки: „мека черупка“) e най-голямата подгрупа ракообразни и включва десетоноги (Decapoda) (като раци, омари, скариди), устоноги (Stomatopoda) и крил. Те също включват разред Amphipoda и единствената съществена група сухоземни ракообразни – разред Isopoda. Със своите над 22 000 представители тази група представлява две трети от всички биологични видове ракообразни и съдържа всички по-едри видове.
Научната класификация на ракообразните е обект на дискусии, Malacostraca е считана от някои учени за биологичен клас, а от други за подклас.

## Морфология
Характеристиките на висши ракообразни включват:
- главата има шест сегмента, с два чифта антени;
- пет чифта крака, като първият често е модифициран в щипки;
- имат 8 гръдни и 6 коремни сегмента;
- имат израстъци близо до устата, модифицирани да служат като части на устата;
- имат двукамерен стомах;
- имат централизирана нервна система;

## Класификация
Мартин и Дейвис  представят следната класификация на живите висши ракообразни в разреди, към които са добавени измрели разреди, обозначени с †.
клас Malacostraca Latreille, 1802
- подклас Phyllocarida Packard, 1879

- †разред Archaeostraca
- †разред Hoplostraca
- †разред Canadaspidida
- разред Leptostraca Claus, 1880

- подклас Hoplocarida Calman, 1904

- разред Stomatopoda Latreille, 1817 (устоноги)

- подклас Eumalacostraca Grobben, 1892
  - надразред Syncarida Packard, 1885
    - †разред Palaeocaridacea
    - разред Bathynellacea Chappuis, 1915
    - разред Anaspidacea Calman, 1904

  - надразред Peracarida Calman, 1904
    - разред Spelaeogriphacea Gordon, 1957
    - разред Thermosbaenacea Monod, 1927
    - разред Lophogastrida Sars, 1870
    - разред Mysida Haworth, 1825
    - разред Mictacea Bowman, Garner, Hessler, Iliffe & Sanders, 1985
    - разред Amphipoda Latreille, 1816 (мамарци)
    - разред Isopoda Latreille, 1817 (мокрици и др.)
    - разред Tanaidacea Dana, 1849
    - разред Cumacea Krøyer, 1846

  - надразред Eucarida Calman, 1904
    - разред Euphausiacea Dana, 1852
    - разред Amphionidacea Williamson, 1973
    - разред Decapoda Latreille, 1802 (раци, омари, скариди)